# Jozef Dvorský
Jozef Dvorský (* 8. května 1950) byl slovenský a československý funkcionář Socialistického svazu mládeže, politik Komunistické strany Slovenska a poslanec Sněmovny národů Federálního shromáždění za normalizace.

## Biografie
K roku 1986 se profesně uvádí jako tajemník Ústředního výboru Socialistického svazu mládeže.
Ve volbách roku 1986 zasedl za KSS do slovenské části Sněmovny národů (volební obvod č. 124 - Zvolen I, Středoslovenský kraj). Ve Federálním shromáždění setrval do konce funkčního období, tedy do svobodných voleb roku 1990. Netýkal se ho proces kooptací do Federálního shromáždění po sametové revoluci.